# Masia Serrapinyana
Serrapinyana és una masia del municipi d'Avià inclosa en l'Inventari del Patrimoni Arquitectònic de Catalunya.

## Descripció
Edifici en conjunt força heterogeni a causa de les diverses campanyes constructives i de reformes que han anat modificant molt el seu aspecte primitiu. El parament és a base de grans pedres unides amb morter i després arrebossat. La coberta és a dues aigües amb teula àrab i embigat de fusta. L'entrada és allindanada, amb una biga de fusta com a llinda. Destaquen dues finestres amb marcs motllurats i ampits de pedra originals del segle xviii on hi figuren les dates gravades en bon estat de conservació.

## Història
Les notícies de la casa es remunten al s. XVI, concretament es documenta al fogatge de 1553 i s'esmenta a Bartomeu Serra. A la llinda d'una de les finestres, a més, hi ha gravada la data de 1720.